# Hans Brinker o los patines de plata
Hans Brinker o Los patines de plata (en inglés: Hans Brinker, or The Silver Skates) es una novela de la escritora estadounidense Mary Mapes Dodge, publicada en 1865. El título del libro hace referencia a los hermosos patines plateados que se otorgan al ganador de una carrera anual de patines sobre hielo que Hans Brinker espera ganar. La novela introdujo el deporte del patinaje de velocidad tipo holandés en los Estados Unidos y en los medios de comunicación de América del Norte. Su protagonista, Hans Brinker, es considerado todavía el patinador de velocidad prototípico.

## Argumento
Hans Brinker es un chico de 15 años pobre y honesto que vive en Ámsterdam (Países Bajos) con su madre y su hermana Gretel. Ambos sueñan con participar en la prestigiosa carrera sobre patines de hielo que se celebra cada año en el mes de diciembre sobre el canal de la ciudad y cuyo premio no es otro que un par de patines de plata. Pero su suerte es escasa y no posee otro medio que unos modestos patines de madera.
El padre de Hans y Gretel, Raff Brinker, sufrió un grave accidente mientras trabajaba. Una mañana, cayó a un dique de la ciudad y, como consecuencia, ha perdido la memoria; vive como en trance, con frecuentes accesos de violencia. Por ello la esposa y los hijos deben trabajar para vivir y son marginados por una comunidad que los mira mal, en especial por su humilde condición. Un día, Hans se atreve a visitar a un famoso cirujano, el Dr. Boekman, a pesar de ser consciente de que no podrá pagar sus servicios, y le invita a visitar a su padre. El Dr. Boekman, que ya no practica la medicina desde la muerte de su esposa y que está en un profundo bache por la pérdida de su hijo, queda impresionado por la actitud de Hans y acepta visitar al señor Brinker. Cuando ve al paciente, le diagnosticará una simple conmoción cerebral, que podría curarse con una arriesgada y costosa operación.
Con el único objetivo de salvar a su padre, Hans sacrifica el dinero ahorrado para comprarse unos patines de acero. El médico aceptará realizar la operación, pero no cobrará nada. De este modo, Hans puede comprar patines para la competencia tanto para su hermana Gretel como para sí. Llegada la carrera, Gretel vence en la prueba de niñas y gana los preciados patines de plata, mientras que Hans renuncia a la misma para ayudar a un amigo con un patín roto que necesita más el dinero que él. La operación del Dr. Boekman tiene éxito y el señor Brinker vuelve a ser el padre y marido afectuoso que era antes del accidente. La situación de la familia mejora milagrosamente gracias a la recuperación de un tesoro escondido y ahora encontrado. Por suerte, el Dr. Boekman también encontrará a su hijo con la ayuda de los Brinker.
Los padres de Hans y Gretel vivirán todavía felizmente un largo período. El Dr. Boekman ayuda a Hans a entrar en una facultad de medicina, y el chico se convertirá en un gran médico.

## Ediciones

### Ediciones en español
- Mary Mapes Dodge (1991).  Ediciones Gaviota, ed. Los patines de plata (Clásicos jóvenes edición). p. 240. ISBN 978-84-392-8236-5.

### Ediciones en francés
- 1875 : Les Patins d'argent : histoire d'une famille hollandaise et d'une bande d'écoliers, sous-titré : d'après M. Mapes Dodge, imité de l'anglais par P. J. Stahl - Paris : J. Hetzel ; collection : « Bibliothèque d'éducation et de récréation », 363 p.[3] Leer en línea
- 1932 : Les Patins d'argent, P. J. Stahl ; d'après M. E. M. Dodge - Paris : Hachette ; colección : Bibliothèque verte, p. 251.[4]
- 1949 : Les Patins d'argent, Mary Mapes Dodge - Traducción de E. Vincent, ilustrado por E. Napoli ; París : G.-T. Rageot ;  colección Heures joyeuses, p. 214.
- 1952 : Les Patins d'argent, Mary Mapes Dodge - Traduit par Geneviève Meker, illustré par G. Sabran ; Paris : Éditions G. P., colección Bibliothèque rouge et or, n° 51, p. 192.[5]
- 1953 : Les Patins d'argent, Mary Mapes Dodge - Adaptation et texte français de J.-L. Françoisprimo [d'après P. J. Stahl] ; Illustrations en couleurs de Jacqueline Guyot ; Monte-Carlo : Éditions Vedette, Collection : « Collection Bleuet », n° 22, p. 195.
- 1962 : Les Patins d'argent, Mary Mapes Dodge - Adaptation d'Elisabeth Ciccione ; illustrations de David Berger et René Follet ; Paris : Éditions Deux coqs d'or, colección « Les Romans du livre d'or », n° 7, p. 67. (versióm abreviada).
- 1975 : Les Patins d'argent, d'après Mary Elisabeth Dodge - Adaptation et texte français de J.-L. Françoisprimo, illustrations de Jacqueline Guyot ; Paris : Charpentier, Collection : Lecture et Loisir ; n° 197, p. 188.
- 1976 : Les Patins d'argent, d'après Mary Mapes Dodge - Texte adapté par Anne Proutière ; illustrations d'Alvaro Mairani ; Paris : Éditions Lito, Collection : « Collection Club 10-15 », 123 p.
- 1985 : Les Patins d'argent, Mary Mapes Dodge - Champigny-sur-Marne : Éditions Lito, colección : « Junior poche », p. 123, (versión abreviada) ISBN 2-244-00933-5.
- 1993 : Les Patins d'argent, Mary Mapes Dodge - Adaptado por P.-J. Stahl ; Paris : Pocket, collection :  « Pocket Junior », n° 20, p. 261, ISBN 2-266-00387-9.
- 1993 : Les Patins d'argent, Mary Mapes Dodge - Adaptado por P.J. Stahl. Ilustraciones de Théophile Schuler ; Paris : Casterman, p. 217, ISBN 2-203-13536-0.
- 1995 : Les Patins d'argent, Mary Mapes Dodge - Adapté par P.-J. Stahl, images de Jean-Paul Colbus ; Paris : Hachette Jeunesse, collection : « Bibliothèque verte » : Aventure humaine, n° 748, p. 253, ISBN 2-01-209421-X.
- 2003 : Les Patins d'argent, P.-J. Stahl - Éditeur : Pocket Jeunesse, colección « Pocket Junior », p. 262, ISBN 2266133837.

### Ediciones en italiano
- Mary Mapes Dodge (1994).  De Agostini, ed. Pattini d'argento (Paola Fontana, trad.). p. 160. ISBN 978-88-415-1736-9.

- Giorgia Franciosi (2008).  Mandese Editore, ed. Pattini d'argento (traducción y aparato crítico de Daniela Capobianco, trad.). p. 400. ISBN 978-88-535-0206-3.

- Mary Mapes Dodge (2009).  Rizzoli, ed. Pattini d'argento (BUR classici edición). p. 192. ISBN 978-88-17-02960-5.

- Mary Mapes Dodge (2000).  Mursia, ed. Pattini d'argento (Corticelli edición). p. 320. ISBN 978-88-425-4051-9.